# فرانک واندکاستیل
فرانک واندکاستیل (انگلیسی: Franck Vandecasteele؛ زادهٔ ۷ نوامبر ۱۹۶۷) بازیکن فوتبال اهل فرانسه است.
از باشگاه‌هایی که در آن بازی کرده‌است می‌توان به باشگاه فوتبال نیس، باشگاه فوتبال باستیا، باشگاه فوتبال سوشو، و باشگاه فوتبال پاری سن ژرمن اشاره کرد.